# Street King Immortal
Street King Immortal (в переводе с англ. — «Бессмертный уличный король») — несостоявшийся шестой студийный альбом американского рэпера 50 Cent, изначально планировавшийся к выходу на лейблах G-Unit, Caroline и Capitol.
Изначально сообщалось, что Street King Immortal выйдет летом 2011 года, однако из-за разногласий между 50 Cent и лейблом Interscope  релиз неоднократно откладывался, а затем и вовсе был приостановлен. Позже лейбл Interscope объявил новую дату выхода — 13 ноября 2012 года. Однако позже 50 Cent, находясь во Франции в рамках продвижения своих наушников SMS Audio, дал интервью, в интервью сообщил, что релиз снова перенесён, теперь на 26 февраля 2013 года. Спустя год после очередного переноса была объявлена новая дата — 16 сентября 2014 года. Однако альбом так и не вышел. В июле 2021 года 50 Cent подтвердил в интервью, что решил официально закрыть проект.

## Предыстория

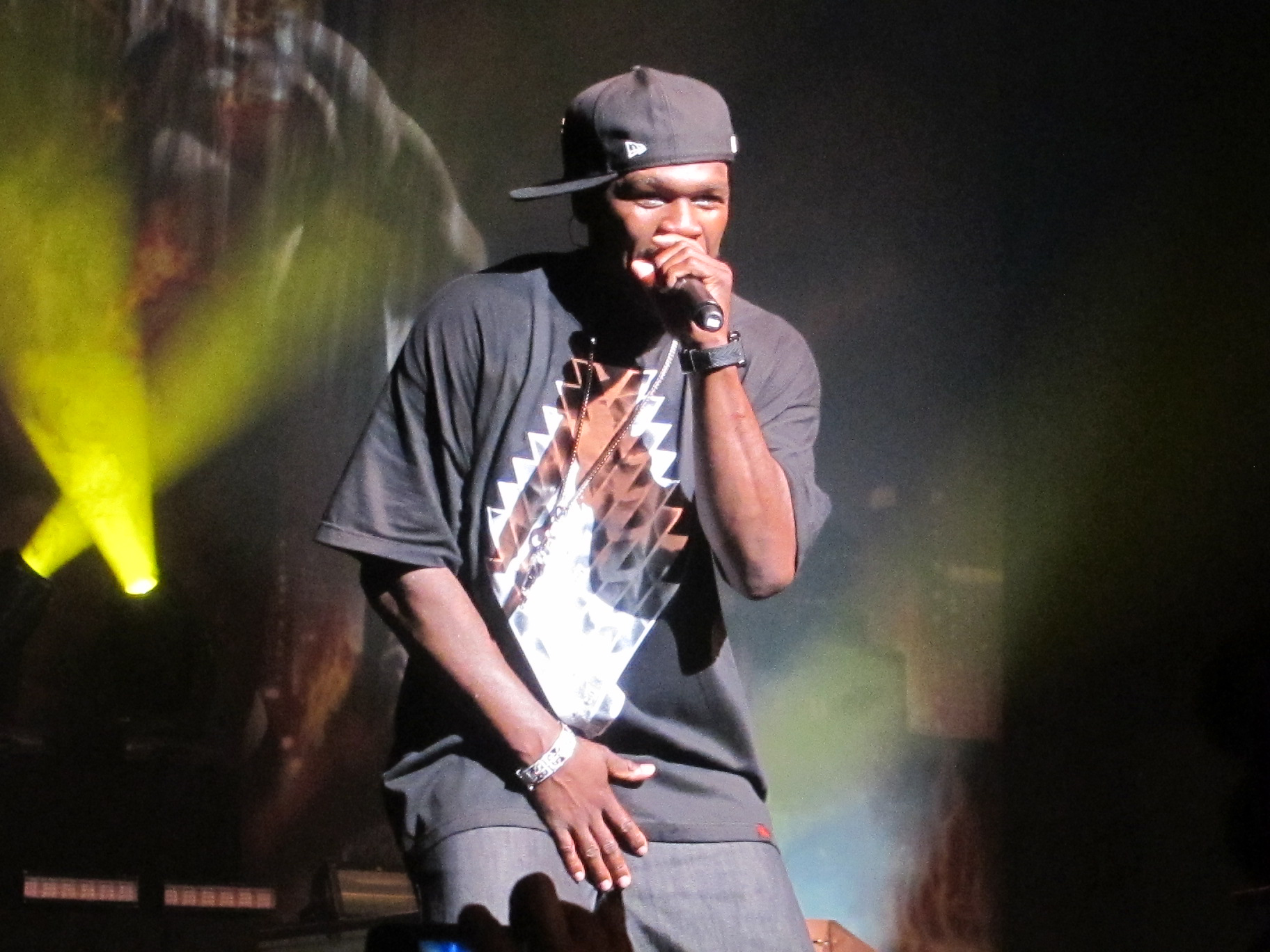
50 Cent выступает на The Invitation Tour.

Первоначально пятый студийный альбом 50 Cent был назван Black Magic. Альбом был нескольких музыкальных жанров, включая рок и танцевальную музыку. Тем не менее, его выход был отменен, так как 50 Cent начал писать новый материал. В результате, новый альбом был записан с нуля, и материал, записанный для Street King Immortal, как сообщается, будет иметь традиционное для хип-хопа звучание. Альбом записывался при участии таких продюсеров, как Alex da Kid, Bangladesh, Cardiak, Dr. Dre, Hit-Boy, Jake One, Jim Jonsin, Just Blaze и других. Позднее было сообщено, что альбом будет называться 5 (Murder by Numbers) и будет выпущен 3 июля 2012 года. 50 Cent вместо этого решил сделать 5 (Murder by Numbers) микстейпом, который был выпущен в качестве цифровой загрузки для бесплатного скачивания 6 июля 2012 года.
«У меня была возможность услышать музыку, которая играла там до моего прибытия. Создается впечатление, будто как только я появляюсь, они меняют музыку на музыку 50 Cent. Поэтому я спрашиваю: «Что здесь играло, когда я здесь был?» Вся та музыка была быстрой. Совсем другой».
В ноябре 2009 года 50 Cent выпустил свой четвёртый студийный альбом под названием Before I Self Destruct. Альбом не стал таким же успешным, как первые три студийных альбома, тираж альбома составил 160 000 экземпляров в первую неделю продаж в США, заняв пятую позицию в чарте Billboard 200. Для раскрутки альбома 50 Cent организовал тур The Invitation Tour. Находясь с туром в Европе, он побывал в европейских ночных клубах и был впечатлён местной музыкой. Под впечатлением от услышанного, 50 Cent начал записывать материал для нового альбома, названного Black Magic. Музыка для нового альбома была записана в нескольких жанрах, имела более «быстрый темп», чем его предыдущие работы, хотя он и утверждал, что главный жанр музыки будет по-прежнему хип-хоп.
Тем не менее, 50 Cent позже объявил в бразильском издании музыкального журнала Rolling Stone, что он был не уверен, стоит ли продолжать работу над записью альбома, который он начал в то время, когда находился в европейском туре, так как, по его словам, новая музыка «не совсем вписывается в концепцию» альбома. Позже выяснилось, что выпуск Black Magic был отложен на неопределённый срок, однако сам музыкант заявил, что альбом может быть выпущен позже. Street King Immortal будет иметь больше треков в жанре хип-хоп, чем материал, записанный для Black Magic. В интервью американскому журналу The Hollywood Reporter 50 Cent заявил, что Black Magic никогда не будет выпущен, так как по его словам, нет смысла этого делать.
Это не имеет смысла — именно поэтому вы никогда не услышите этот альбом. Есть композиции, которые я действительно ценю, они только на моем iPod’е, там они и останутся.

## Разработка

### Запись и производство
В ноябре 2010 года в интервью MTV News Hit-Boy и Chase N. Cashe (продюсеры Surf Club) сообщили о своей работе над альбомом рэпера. По словам Hit-Boy, они посетили 50 Cent, чтобы проиграть ему подборку своих битов и узнать направление работы. Он положительно охарактеризовал пластинку:
Это напоминает старого Фифти. Он также имеет несколько новых песен с другим звучанием. Я взволнован увидеть, как люди отреагируют на это, надеюсь в конечном итоге, что наш материал войдет в альбом. Я предоставил биты, которые ему действительно понравились. Это действительно помесь старого Фифти с новым материалом. Это безумие.
На кинофестивале «Сандэнс» 25 января 2011 года 50 Cent признался каналу MTV News, что альбом готов на «80 процентов», а также рассказал, что он записал материал для альбома с продюсерами Boi-1da, Alex da Kid и Symbolyc One. В марте 2011 года в интервью с онлайн-блогером DDotOmen и продюсером Cardiak выяснилось, что он записал для альбома трек, под названием «Outlaw», который позже был выпущен через цифровую дистрибуцию.
8 апреля 2011 года MTV Mixtape Daily сообщили, что продюсер Джим Джонсин принимал участие в записи альбома. В интервью Rap-Up 13 мая 2011 года, американский рэпер Soulja Boy рассказал, что 50 Cent просил несколько записей из его коллекции для альбома. Он также утверждал, что 50 Cent записал ему весь материал, записанный для альбома в то время, и был впечатлен материалом, заявив, что «Его альбом был своего рода допингом. Я не собираюсь вам лгать. Это мой старший брат и всё такое. Я испытываю любовь к нему. У него есть хороший материал». 24 мая 2011 года 50 Cent выступил с певицей Николь Шерзингер на The Ellen DeGeneres Show со своим синглом «Right There», где признался, что альбом содержал всего лишь одну песню. Он также подтвердил, что процесс записи для альбома уже начался.
Продюсер Boi-1da также внес свой вклад. В интервью с DJ Whoo Kid, на хип-хоп радио Shade 45, 50 Cent сказал, что Boi-1da написал две песни для альбома. В том же интервью было сказано, что продюсер Just Blaze принял участие в создании альбома.
В сентябре 2011 года 50 Cent признался, что он закончил запись материала. Позднее он подтвердил участие Dr. Dre в записи Street King Immortal, утверждая, что он подготовил две песни для альбома. Хип-хоп-продюсер DJ Felli Fel также сообщил, что он подготовил песню для альбома, названного «Lighters», при участии Chris Brown. Он заявил, что он хотел сотрудничать с 50 Cent и Chris Brown, так как раньше никогда не появлялись вместе. 50 Cent подтвердил в интервью на радио Power 92.3, что J.U.S.T.I.C.E. League и Drumma Boy спродюсировали песни для 5 (Murder by Numbers). Однако позже песни в него не вошли, но были сохранены для другого альбома, Street King Immortal. 50 Cent подтвердил ещё нескольких продюсеров: Jake One, Bangladesh и Dr. Dre, который уже стал продюсером для первого сингла альбома. 4 декабря 2012 года 50 Cent рассказал журналу Billboard, что также будет и другой продюсер альбома — Frank Dukes.

### Гостевые выступления
24 января 2011 года Rap-Up сообщили, что рэпер и давний соратник Eminem появится в альбоме вместе с Lil' Kim, Akon, Swizz Beatz, Busta Rhymes и членом группы G-Unit — Lloyd Banks. В упомянутом выше интервью на Shade 45, 50 Cent рассказал, что появится четыре песни с Eminem.
11 июля 2011 года, в то время как на съемочной площадке работали над созданием клипа для Tony Yayo на песню «Haters», 50 Cent признался, что новоорлеанский рэпер Kidd Kidd (ранее из лейбла Young Money Entertainment, теперь же G-Unit Records) появится в главном треке альбома. Член группы Black Hippy Schoolboy Q заявил, что в дополнение к тому, что у них хорошие отношения с 50 Cent, они оба сделали несколько совместных работ, которые могут быть включены в альбом.
29 июня 2012 года рэпер Mike Knox (из лейбла G-Unit Philly) написал в своём Твиттере, что он был в студии вместе с 50 Cent и Alicia Keys. В интервью с DJ Whoo Kid на Shade 45, на день рождения, 50 Cent подтвердил песню с Young Jeezy. Он также заявил, что он хочет поработать с Канье Уэстом, Рианной и Frank Ocean’ом (из интервью с Digital Spy).
2 августа 2012 года веб-сайт журнала Complex подтвердил, что он будет выступать с Adam Levine. 50 Cent подтвердил в интервью Global Grind, что он выбрал одну из четырёх записанных песен с Эминемом для альбома. Он также заявил, что возможно будет ещё один трек.
21 сентября 2012 года, в интервью радиостанции KDON-FM, 50 Cent подтвердил выступление на фестивале таких артистов как Eminem, Chris Brown, Ne-Yo, Trey Songz и другие. В интервью 50 Cent также прокомментировал о своих новых компаниях Street King Energy Drink, SMS Audio и его новую фитнес-книгу Formula 50.

Стоит ожидать меня, Эминема … Я записал песни с Крисом Брауном, Trey Songz. Также записал трек с Ne-Yo. В процессе я записал материал с половиной представителей музыкальной культуры. Поработал со всеми. В прошлом я столько не сотрудничал с ними, поскольку на Get Rich or Die Tryin' были только близкие.Оригинальный текст (англ.)People can expect me, Eminem... I did a song with Chris Brown on the record, Trey Songz. I did a song with Ne-Yo. In the process I recorded with half of the music culture. I worked with everybody. In the past I hadn't reached out to artists and worked with them as much because 'Get Rich or Die Tryin' didn't have anyone that wasn't in house.
— .
4 декабря 2012 года официальный сайт 50 Cent перечислил больше приглашённых артистов для альбома, в том числе Wiz Khalifa и уже объявленных Eminem, Alicia Keys, Ne-Yo и Trey Songz. В интервью Fuse он объявил появление гостя от лейбла GOOD Music артиста John Legend. В своём Twitter 50 Cent написал, что также поработает с Kendrick Lamar.

## Концепция

### Музыка и влияние
При записи Street King Immortal 50 Cent слушал музыку любимых исполнителей. В частности Тупака Шакура и The Notorious B.I.G. В интервью Detroit Free Press 50 Cent сказал: «Я слушаю эти записи, чтобы решить, что следует записать… Это
объясняет мне, насколько хорошим должен быть трек, прежде чем я буду готов выпустить его». В том же интервью он описал альбом как «с совершенно новым звучанием» для него. По мнению рэпера, пластинка стала «шире» и «более зрелая», чем его предыдущая работа.
16 марта 2012 года Фифти заявил, что Street King Immortal будет лучше, чем его успешный альбом Get Rich or Die Tryin'. Он пришёл к этому выводу после неоднократного прослушивания пластинки. 17 октября 2012 года рэпер сообщил, что концепция альбома будет основываться на его названии. Когда его спросили о главном в этой теме, он сказал:
«Улица, Король, Бессмертный! Нет, дело в том, что в этом проекте я более чувствителен, чем я был в моих предыдущих проектах».
Он подробно остановился на этом, говоря, что Street King Immortal будет его самым проницательным альбомом.

## Релиз и продвижение
24 мая 2011 года на The Ellen DeGeneres Show 50 Cent сообщил: «Этим летом вы получите от меня новую музыку». Из-за разногласий между артистом и Interscope по выходу и раскрутке альбома, утечки в сеть нескольких песен, предназначенных для альбома, релиз отменили на некоторое время. Впоследствии его перенесли на ноябрь 2011 года. Рэпер планировал выпустить пластинку вместе со своими наушниками Sleek by 50. 5 (Murder by Numbers) должен был выйти через цифровую дистрибуцию 3 июля 2012 года. В конце концов, после переговоров с главой лейбла Interscope Джимми Йовине, студийный альбом 5 (Murder by Numbers) стал микстейпом, а Street King Immortal — студийным альбомом, который должен был выйти в ноябре 2012 года. В феврале 2013 года президент Shady Records Пол Розенберг сообщил, что пластинку выпустят в первой половине 2013 года. Однако альбом снова отложили из-за кадровых изменений в Interscope Records.

### Напряженности с Interscope Records
Street King Immortal должен был стать последним альбомом 50 Cent, выпущенный на Interscope Records. Договор требует, чтобы он выпустил хотя бы пять альбомов с лейбла. Однако была напряженность в отношениях между 50 Cent и Interscope Records. Первые сообщения о разногласиях между Interscope и 50 Cent возникли 16 июня 2011 года. Через свою учётную запись в Twitter: он объяснил, что Interscope Records спорил с ним в процессе записи, и утверждал, что он будет задерживать выход альбома до тех пор, пока спор не будет решён. Он также заявил, что альбом не будет выпущен в 2011 году.

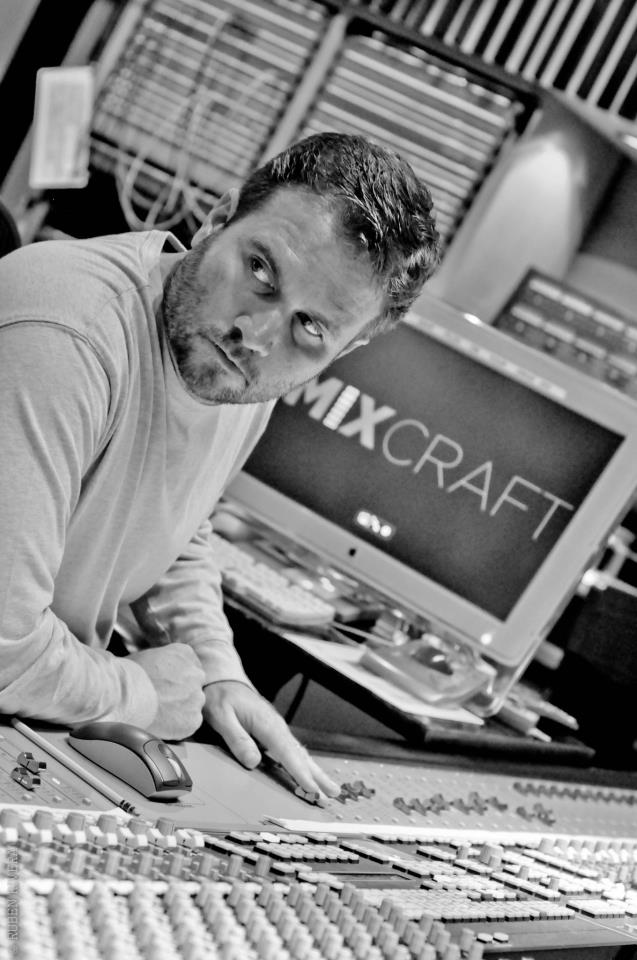
Steve Baughman, музыкальный продюсер, инженер и миксовщик, помогавший в записи треков для альбома 50 Cent.

Разногласия с Interscope усилились, когда песня под названием «I’m On It», спродюсированная The Cataracs, просочилась в интернет 27 июля 2011 года перед его намеченной датой выпуска. В этом 50 Cent обвинил Interscope Records. 50 Cent также сообщил, что он хотел пригрозить лейблу Interscope незаконным выпуском сингла Dr. Dre, «The Psycho». Позднее он рассказал, что готов сотрудничать с другими артистами во время его оставшегося времени на лейбле, но подтвердил, что не будет выпускать ещё один альбом с лейблом, потому что: «Interscope бросил мяч со мной один раз». Однако, позже он взял обратно эти заявления и извинился перед главой Interscope Records, а также перед Dr. Dre за угрозы утечки сингла «The Psycho». Как он сказал, Dr. Dre один из тех, кто поддерживал его на протяжении всей его карьеры на лейбле.
50 Cent позже объявил, что дата релиза была перенесена на ноябрь 2011 года. В интервью MTV News 22 июня 2011 года, 50 Cent признался, что инцидент оставил его неуверенным в том, чтобы продолжать работать с Interscope после того, как его пять альбомов с лейблом по контракту закончатся.
Несмотря на эти замечания, 50 Cent также сказал, что он не был уверен, что оставит Interscope после выхода альбома. В интервью AllHipHop 50 Cent признался, что он будет выпускать альбом, независимо от того, поддержит его Interscope или нет. Позже он подтвердил в Twitter, что дата релиза назначена на 3 июля (всего за 3 дня до его дня рождения). Он также загрузил обложку для этого альбома в режиме предварительного просмотра для его поклонников 15 июня через Instagram и разместил ссылки в Twitter. Вскоре альбом был выпущен под названием 5 (Murder by Numbers) для свободного и бесплатного скачивания. Позже он подтвердил, что будет выпускать другой студийный альбом, а 5 (Murder by Numbers) был просто альбом для его поклонников.
Напряженности с Interscope закончились за день до выхода независимого альбома 5 (Murder by Numbers). 25 июля 2012 года 50 Cent был в Interscope для прослушивания песен для команды продюсеров Jimmy Iovine, Brain Grazer и других. Также стало известно, что Street King Immortal был смикширован Steve Baughman.

## Задержки альбома
50 Cent начал работу над своим альбомом ещё с 2010 года. Сначала альбом должен был выйти 13 ноября 2012 года. Потом 26 февраля 2013 года. Но он так и не вышел в назначенные дни.

В июле 2013 года 50 Cent рассказал о причинах задержки своего альбома в интервью телеканалу MTV: 
«Я на самом деле не нуждаюсь в деньгах. Я хочу, чтобы записанные мной треки получились действительно хорошими».

Он также пояснил, что нуждался в поддержке музыкальной компании Interscope Records, чтобы продвинуть свой альбом: 
«В лейбле происходят большие изменения штата работников, много разных людей приходят и уходят. Из-за этого мы ждём, пока всё уладится, и я наконец-то смогу выпустить свой альбом».

## Синглы

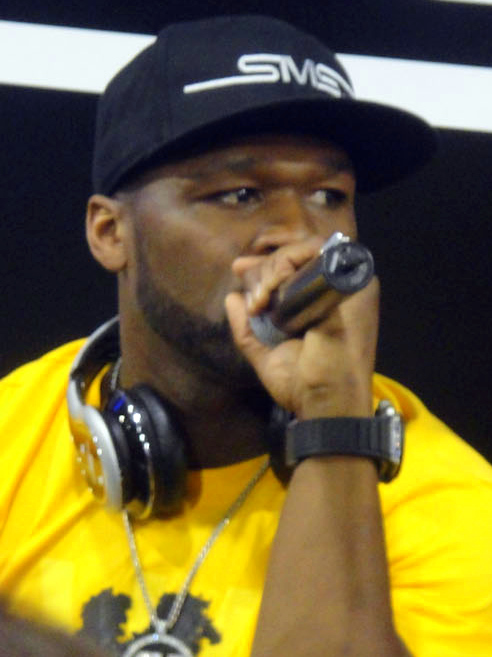
50 Cent объясняет происхождение сингла "New Day".

50 Cent подтвердил в интервью Digital Spy, что первый сингл со Street King Immortal будет "New Day" при участии Dr. Dre и Alicia Keys. Песня, спродюсированная Dr. Dre и смикшированная Eminem, была написана 50 Cent, Alicia Keys, Royce da 5'9", Eminem, Swizz Beatz, Andrew Brissett, Amber Streeter из RichGirl, Лоуренс-младшим из Aftermath Records, а также самим Dr. Dre. Сингл был выпущен 27 июля 2012 года на Hot 97 с DJ Camilo, а потом на сайте Thisis50.com и стала доступна для покупки на iTunes 30 июля 2012 года. Песня дебютировала под номером #79 в Billboard Hot 100; также был снят видеоклип на песню в первой неделе сентября. Тем не менее, он был отменен из-за смерти менеджера Chris Lighty. 50 Cent также говорил о происхождении песни, предназначенной для This Life Won’t Last Forever. Песня была написана Ester Dean. Эта песня была также написана Alicia Keys. Он также сказал, что Доктор Дре записывая эту песню хотел «почувствовать себя как в кино». «New Day» в начале содержит восьмисекундные долго произносимые слова, свидетельствующие и связанные с содержанием данной песни. Эти слова были взяты из хорошо известного гангстерского фильма, вышедшего в 1993 году A Bronx Tale. Голос, произносящий эти слова — Robert De Niro, который в фильме играет роль Lorenzo Anello
50 Cent объявил третий сингл из альбома «My Life» в интервью радиостанции
Channel 4 FM с ведущим Крисом Биркс. 50 Cent также рассказал о своем предстоящем выступлении на фестивале Atelier в Дубае, в котором он будет
исполнять песни из последних проектов, таких как The Big 10, The Lost Tape и 5 (Murder by Numbers). 17 октября 2012 года во время интервью, в то время как 50 Cent был во
Франции, стало известно название сингла. 50 Cent также рассказал, что
инструментал его записывался из материала долгожданного альбома Доктора Дре: Detox. Перед выпуском сингла «My Life» 50 Cent снял видеоклип на песню с рэпером Eminem в Corktown, историческом районе Детройта. Он также подтвердил камеи из видео, который является Андре Диррелл. Сингл вышел 26 ноября 2012 года. В нём есть Eminem и Адам Ливайн. Продюсером сингла стал  SymbolycOne. Песня была спета на шоу талантов The Voice. Сингл попал в Billboard Hot 100 под номером 30.
20 декабря 2012 года 50 Cent выпустил видео-тизер для предварительного просмотра нового сингла из своего альбома. В создании трека приняли участие Snoop Dogg и Young Jeezy. Продюсером сингла стал Soul Professa. Песня называется «Major Distribution», она была выпущена в тот же день с DJ Enuff на американской радиостанции Hot 97. В клипе также снялись G-Unit, Snoop Dogg, Kurupt, Daz Dillinger, Young Jeezy, члены CTE World и сам режиссёр Eif Rivera. В видеоклипе красуется цепь рэпера Gunplay из лейбла Maybach Music Group, которая была отнята у него в драке за кулисами церемонии 2012 BET Hip Hop Awards. Сын Kidd Kidd носит эту цепь в одной из сцен клипа. Официальный клип на сингл был выпущен 22 января 2013 года на канале 50 Cent в VEVO. Он попал в британский UK R&B Chart под номером 32 10 февраля 2013 года. Песня была выпущена в качестве рекламного сингла в iTunes 5 февраля 2013 года.
15 февраля 2013 года 50 Cent выпустил видео для предварительного просмотра видеоклипа под названием «We Up» через свой канал на YouTube. В клипе также есть рэперы Kendrick Lamar и Kidd Kidd. Однако позже выяснилось, что Kidd Kidd был убран из окончательной версии песни и клипа, остались лишь 50 Cent и Kendrick Lamar. Эта версия песни была выпущена в качестве третьего официального сингла из альбома 25 марта 2013 года.. Официальная и заключительная версия клипа была снята в Лос-Анджелесе и была выпущена также 25 марта 2013 года. Через два месяца после его выпуска, 28 мая 2013 года, песня попала в Rhythmic contemporary radio, 28 мая 2013 года.

### Другие синглы
После того, как сингл просочился в интернет, 16 июня 2011 года Funkmaster Flex на Нью-Йоркской радиостанции Hot 97, MTV Rapfix писатель Элвин Бланко сообщил, что «Outlaw» будет первым синглом из альбома. Однако позже в Twitter 50 Cent признался, что эта песня не первый сингл из альбома. 19 июля 2011 года сингл был выпущен на нескольких сайтах, включая магазины iTunes и Amazon MP3. Песня достигла позиции под номером восемьдесят семь в США в Billboard Hot 100 и Canadian Hot 100. Позже 50 Cent рассказал, что песня не попадёт в альбом.
28 сентября 2011 года директор Colin Tilley рассказал через свою страничку в Twitter, что он закончил съемки клипа в Лос-Анджелесе на первый сингл из нового альбома. В тот же день 50 Cent и глава лейбла Interscope Records сообщили, что
песня была под названием «Girls Go Wild» при участии Jeremih. 31 декабря 2012 года сингл был выпущен на мексиканском iTunes, и 2 января 2012 года также трек был выложен лейблом в интернете без разрешения 50 Cent. И вскоре было решено не выпускать сингл и музыкальное видео из-за утечки.
50 Cent выпустил песню из своего нового альбома 3 октября 2012 года под названием «First Date», который служит в качестве промо сингла, при участии американского рэпера Too Short, произведенная продюсером 45 Music. Премьера сингла 50 Cent с DJ Big Von состоялась 3 октября 2012 года на американской радиостанции KMEL 106. Но сингл стало можно приобрести в цифровом формате только 22 октября 2012 года. Он был выпущен в магазинах iTunes Store и Amazon.com. Клип на песню был снят в Вашингтоне, округ Колумбия, 8 октября 2012 года, где 50 Cent делал кастинг для девушек-моделей, чтобы снять их в видео. В клипе также снялись рэперы Too Short и артист лейбла G-Unit Records, Tony Yayo.

## Подтвержденные треки
- «9 Shots» (спродюсированно Frank Dukes)
- «Pussy So Good»
- «Champions» (при участии Eminem)
- «Get Low» (при участии Jeremih, 2 Chainz & T.I.) (спродюсированно Remo The Hitmaker)